# 卡爾皮夫卡 (戈羅德尼亞區)
52°4′16″N 31°23′14″E / 52.07111°N 31.38722°E
卡爾皮夫卡（烏克蘭語：Карпівка），是烏克蘭北部的村莊，隸屬切爾尼希夫州的切爾尼希夫區。該村面積1.37平方公里，海拔高度159米，2006年人口90，人口密度每平方公里65.7人。